# 前野時正
前野 時正（まえの ときまさ）は、戦国時代の日本の武将・土豪。前野家十代目当主。織田伊勢守家の家臣。

## 来歴
尾張国の土豪である前野家に前野綱宗の子として応永32年（1425年）に生まれた。前野右馬三郎時正を名乗った。梶原景綱の娘を妻とする。父の綱宗の主君である敏広が上洛する際には、綱宗の代理として上洛のお供をしたという。
嘉吉3年（1443年）9月13日、父の綱宗が死去すると、前野家の家督を継いで当主となり、前野村八屋敷に八屋敷塁を築いた。当時の織田伊勢守家当主である織田敏信の家臣となったのち、奉行役を仰せ付けられた。妹2人を敏信家臣である佐久間与左衛門、中島七左衛門に嫁がせるなど、敏信家臣団との関わりを強くした。美濃国の斎藤妙椿との戦いでは、先陣を切って敵将の首を取るなど、比類なき高名があったといわれる。
文明16年（1484年）5月13日、死去した。

## 前野氏
前野氏は、桓武天皇の子の良岑安世を始祖とする良岑氏の系統で、良岑高成（立木田高成）の子である高長が尾張国丹羽郡前野村（現在の愛知県江南市前野町から大口町辺り）に移り住んで前野を自称し、その曽孫である前野時綱が正式に名乗ったのが始まりとされている。
前野家は、高康の代から織田家に仕え、時正、長義、宗康の三代にわたって岩倉織田家の軍奉行を務めるなど、岩倉織田家（織田伊勢守家）内で地位と名声を獲得していった。

## 系譜
- 父：前野四郎兵衛綱宗
- 母：不詳
  - 本人：前野時正
  - 妻：梶原佐衛門尉景綱娘
    - 男子：前野小二郎長義
    - 女子：前野阿久（青木伝左衛門室）
    - 男子：前野康正
    - 男子：前野長十郎義広

### 参考資料
- 吉田蒼生雄『武功夜話』新人物往来社、1987年